# 프레이저 (시트콤)
프레이저(Frasier)는 1993년 9월 16일부터 2004년 5월 13일까지 NBC에서 방영된 시트콤이다. 시트콤 치어스(1982-93)의 스핀오프이다.
2023년 10일 12일부터 파라마운트+에서 켈시 그래머가 그대로 주인공을 맡은 새 시즌이 방영되고 있다.

## 출연
- 켈시 그래머 - 프레이저 크레인 역
- 데이비드 하이드 피어스 - 나일스 크레인 역
- 존 마허니 - 마틴 크레인 역
- 제인 리브스 - 대프니 문 역
- 페리 길핀 - 로즈 도일 역
- 무스 - 에디 역